# Костино (муниципальный округ Егорьевск)
Ко́стино — деревня в муниципальном округе Егорьевск Московской области России.

## География
Деревня Костино расположена в северо-восточной части муниципального округа Егорьевск, примерно в 7 километрах к востоку от города Егорьевск. В 1 километре к западу от деревни протекает река Любовка. Высота над уровнем моря 139 метров.

## Название
В письменных источниках деревня упоминается как Курьяновская (1577 год), Долматовская (1646-1705 годы), Курьяново, Долматовска, Костино тож (1763 год), Долматовская, Костино тож (1782 год), с 1870 года Костино.
Названия связаны с календарными личными именами Кириан (Курьян), Далмат (Долмат), Константин.

## История
До отмены крепостного права жители деревни относились к разряду государственных крестьян. После 1861 года деревня вошла в состав Поминовской волости Егорьевского уезда. Приход находился в селе Ново-Егорьевское.
В 1926 году деревня входила в Клеменовский сельсовет Поминовской волости Егорьевского уезда.
До 1994 года Костино входило в состав Клеменовского сельсовета Егорьевского района, в 1994—2004 годы — Клеменовского сельского округа, а в 1994—2006 годы — Саввинского сельского округа.
Входит в состав сельского поселения Саввинское.

## Демография
В 1885 году в деревне проживало 148 человек, в 1905 году — 155 человек (75 мужчин, 80 женщин), в 1926 году — 82 человека (34 мужчины, 48 женщин). По переписи 2002 года — 12 человек (5 мужчин, 7 женщин). Население — 17 чел. (2010).
| 1859 | 1868 | 1885 | 1905 | 1926 | 2002 | 2006 |
| ---- | ---- | ---- | ---- | ---- | ---- | ---- |
| 117  | ↗119 | ↗148 | ↗155 | ↘82  | ↘12  | ↗21  |
| 2010 |      |      |      |      |      |      |
| ↘17  |      |      |      |      |      |      |